# Parafia Wniebowzięcia Najświętszej Maryi Panny w Bratysławie
Parafia Wniebowzięcia Najświętszej Maryi Panny w Bratysławie (sł. Farnosť Nanebovzatia Panny Márie) – parafia znajdująca się w archidiecezji bratysławskiej w dekanacie Bratysława-Centrum, na Słowacji. Nazywana także Blumentál.
W parafii służy 8 prezbiterów i 1 diakon.
Neoromański kościół parafialny Wniebowzięcia NMP powstał w latach 1885 - 1888. Zlokalizowany jest przy floriánske námestie.